# The Cry of Love
The Cry of Love è il primo album in studio di Jimi Hendrix, pubblicato postumo il 5 marzo 1971. I tre album precedenti, pubblicati quando era ancora in vita, erano a nome The Jimi Hendrix Experience.

## Produzione
The Cry of Love è il primo di una lunga serie di album postumi di Jimi Hendrix, realizzato in studio. Il lavoro al disco iniziò già nel 1968 durante la registrazione del terzo album dei The Jimi Hendrix Experience, con l'incisione della canzone My Friend che poi verrà inserita nel postumo. Il lavoro vero e proprio per il disco venne svolto tra il 1969 e il 1970, quando Hendrix sciolse i The Jimi Hendrix Experience e fondò i Band of Gypsys, con i quali realizzò buona parte del materiale inserito nell'album, negli Electric Lady Studios di sua proprietà a New York. Hendrix non riuscì però a portare a termine la produzione del disco che fu ripreso dall'amico e ingegnere del suono Eddie Kramer e dal batterista Mitch Mitchell. Per quanto riguarda il titolo dell'album pare che non fu scelto da Hendrix, ma dai due produttori, che usarono il titolo della tournée in America che Hendrix stava portando avanti mentre registrava l'album, e cioè Cry of Love.

## Pubblicazione
La pubblicazione dell'album, pur non autorizzata dagli eredi del patrimonio musicale di Hendrix, avvenne il 5 marzo del 1971. Negli Stati Uniti l'album fu distribuito dalla Reprise Records, usando come copertina uno schizzo raffigurante Hendrix. Il postumo fu accolto bene dall'opinione pubblica americana, entrando in classifica e piazzandosi al terzo posto. Nel Regno Unito fu la Track Records a distribuire il postumo, utilizzando la copertina americana. Qui l'album venne apprezzato molto e finì al secondo posto in classifica. Nel resto del mondo fu la Polydor Records a pubblicare l'album con la copertina originale.
Il 16 settembre 2014 è stato ristampato in versione CD, vinile e digitale.

## I brani
La traccia che apre il lato A dell'album è Freedom, un manifesto di un nuovo tipo di musica ideata da Hendrix. La registrazione della canzone avvenne negli Electric Lady Studios di New York. La canzone contiene un gran numero di stili musicali in meno di due minuti e trenta secondi, per non parlare della qualità della scrittura e dell'interpretazione. Oltre al trio originale Hendrix, Cox e Mitchell si aggiunse anche il coro dei The Ghetto Brothers. La seconda canzone, Drifting, è la prima ballata dell'album, ma restò incompiuta con la morte di Hendrix. Fu ripresa il 20 novembre del 1970 da parte di Mitch Mitchell che registrò la parte della batteria, mentre la parte al vibrafono fu eseguita da Buzzy Linhart, come era intenzionato a fare Hendrix. Durante l'ascolto non si direbbe che la canzone è incompleta con la padronanza delle parti di chitarra da parte di Jimi Hendrix. Ezy Rider è il terzo brano del lato A del disco. La traccia nasce durante le riunioni della Band of Gypsys ai Record Plant Studios il 18 dicembre 1969 e il 20 gennaio 1970. La registrazione definita avviene negli Electric Lady Studios tra il 15 e il 18 giugno 1970 mentre il remix di Eddie Kramer avviene il 22 agosto 1970. La parte iniziale della canzone era basata su un'idea di Noel Redding, mentre la parte centrale è una sorta di hard rock quasi funk. Alla realizzazione della canzone parteciparono come voci aggiuntive Chris Wood e Steve Winwood e alle percussioni Billy Armstrong. Il quarto brano si intitola Night Bird Flying, registrato tra il 16 e il 19 giugno 1970. È un brano che si ritiene sia stato influenzato sia nella composizione che nella realizzazione da Bob Dylan. La canzone è un altro esempio di complessità musicale, che si può notare soprattutto nella seconda parte, dove Hendrix erge un muro di chitarre attraverso le varie sovraincisioni. La traccia che chiude il primo lato è My Friend registrata il 13 marzo 1968 al Sound Centre con Kenny Pino alla chitarra 12 corde, Jimmy Mayes alla batteria, Stephen Stills al pianoforte e Paul Caruso all'armonica a bocca. Il brano ispirato dalle battute d'arresto durante la tournée dà l'impressione di ascoltare il gruppo stando seduti intorno al tavolo di un pub.
Straight Ahead è il brano che apre il lato B del disco. Le registrazioni della canzone si svolgono tra il 17 giugno e il 19 luglio del 1970 negli Electric Lady Studios di New York. Si tratta di un pezzo che originariamente si intitolava Pass It On il quale durante i vari live finì per evolversi e trasformarsi in Straight Ahead. Durante le registrazioni della traccia della chitarra Hendrix usufruisce del pedale wah-wah per dare un tocco in più al brano, ma resta comunque inferiore ai brani precedenti. La canzone successiva è Astro Man considerata la meno sofisticata dell'album, ma una delle poche note per il misterioso progetto discografico mai portato a termine da Hendrix intitolato Black Gold. Il testo del brano è ispirato ai supereroi, molto amati da Hendrix. Il riff di chitarra nella traccia è molto curato, la traccia del basso originariamente registrata da Hendrix venne ripresa da Billy Cox mentre la parte della batteria rimase originale con un effetto stereo. Le registrazioni della canzone si svolsero il 25 giugno e il 19 luglio del 1970 negli Electric Lady Studios, mentre il remix da parte di Eddie Kramer avene il 22 agosto dello stesso anno. Angel è la seconda ballata dell'album registrata durante la riunione del 23 luglio del 1970 negli Electric Lady Studios. Il lavoro di Mitchell alla batteria fu notevole per cercare di arricchire un brano molto grezzo, incompleto che aveva accompagnato al canto una sola chitarra ritmica. Ma la sua composizione e genialità favorì la sua pubblicazione. Il quarto brano del secondo lato del disco si intitola In from the Storm, che fu pubblicato in una versione molto elaborata, registrata tra il 22 luglio e il 24 agosto del 1970, mentre il remix da parte di Kramer avene il 29 novembre del medesimo anno. Si tratta di un pezzo hard rock impreziosito dalla partecipazione di Emeretta Marks. Il brano che chiude il disco è Belly Button Window registrato il 22 agosto del '70. Il pezzo tratta il tema della gravidanza, della vita intrauterina e dell'aborto, mostrando un lato diverso del blues.

## Accoglienza
| Recensione                    | Giudizio |
| ----------------------------- | -------- |
| AllMusic                      | [ 1 ]    |
| Christgau's Record Guide      | A        |
| Classic Rock                  | 6/10     |
| Down Beat                     | [ 4 ]    |
| Encyclopedia of Popular Music | [ 5 ]    |
| The Great Rock Discography    | 7/10     |
| MusicHound Rock               | [ 7 ]    |
| The Rolling Stone Album Guide | [ 8 ]    |
| The Sydney Morning Herald     | [ 9 ]    |
| Tom Hull – on the Web         | B+       |

The Cry of Love è costituito principalmente dal materiale non rifinito che Hendrix era intenzionato a pubblicare sul suo prossimo album, che avrebbe dovuto intitolarsi First Rays of the New Rising Sun. Tutte le canzoni presenti sul disco sono opera di Hendrix e la registrazione di esse è databile tra il dicembre 1969 e l'agosto del 1970, eccetto My Friend che risaliva al 1968. Anche se l'album era una pubblicazione non autorizzata dagli eredi di Hendrix, il coinvolgimento nel progetto di Mitchell e Kramer diede all'album la credibilità necessaria ad essere ben accolto da critica e pubblico. Il disco raggiunse la terza posizione in classifica negli Stati Uniti e la numero 2 nel Regno Unito. Freedom/Angel furono i brani pubblicati come singolo promozionale negli Stati Uniti, ma non andarono oltre il 59º posto in classifica. In Inghilterra, invece venne pubblicato il singolo Angel / Night Bird Flying, che però non entrò neanche in classifica. Versioni rimasterizzate di tutti i brani presenti in The Cry of Love sono incluse nell'album First Rays of the New Rising Sun del 1997.

## Tracce
Tutti i brani sono opera di Jimi Hendrix.
Lato A
1. Freedom – 3:24
2. Drifting – 3:46
3. Ezy Ryder – 4:09
4. Night Bird Flying – 3:50
5. My Friend – 4:40

Lato B
1. Straight Ahead – 4:42
2. Astro Man – 3:37
3. Angel – 4:25
4. In from the Storm – 3:42
5. Belly Button Window – 3:34

## Formazione

### Musicisti
- Jimi Hendrix: voce, chitarra, cori nelle tracce 3 e 9, pianoforte sulla traccia 1, produzione per tutte le tracce eccetto la numero 5
- Billy Cox: basso su tutte le tracce eccetto la 5 e la 10
- Mitch Mitchell: batteria su tutte le tracce eccetto la 3, 5 e 10, produzione postuma
- Juma Sultan: percussioni sulle tracce 1, 4 e 7
- Buddy Miles: batteria sulla traccia 3
- Noel Redding: basso sulla traccia 5

### Personale tecnico
- Michael Jeffery: produttore esecutivo
- Eddie Kramer: produzione postuma, ingegnere del suono per tutte le tracce eccetto la 3 e la 5
- Tony Bongiovi: ingegnere del suono per la traccia 3
- Nancy Reiner: design di copertina
- Victor Kahn-Sunshine: fotografie, graphic design

### Musicisti aggiuntivi
- The Ghetto Brothers: coro sulla traccia 1
- Buzzy Linhart: vibrafono sulla traccia 2
- Billy Armstrong: percussioni sulla traccia 3
- Steve Winwood: coro sulla traccia 3
- Chris Wood: coro sulla traccia 3
- Kenny Pine: chitarra a 12 corde sulla traccia 5
- Jimmy Mayes: batteria sulla traccia 5
- Stephen Stills: pianoforte sulla traccia 5
- Paul Caruso: armonica sulla traccia 5
- Emeretta Marks: cori sulla traccia 9